# Cartmel Fell

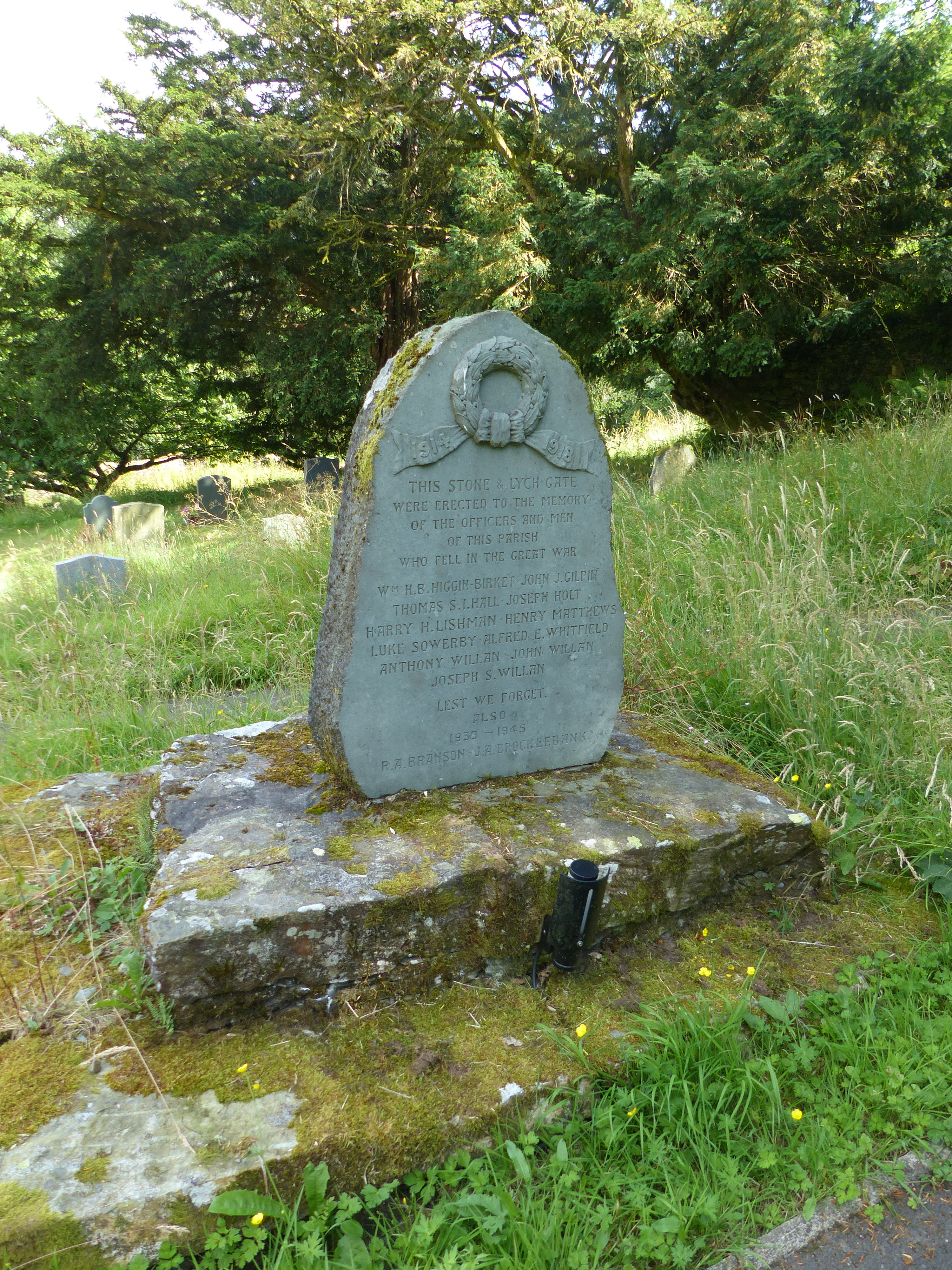
Cartmel Fell: il memoriale di guerra

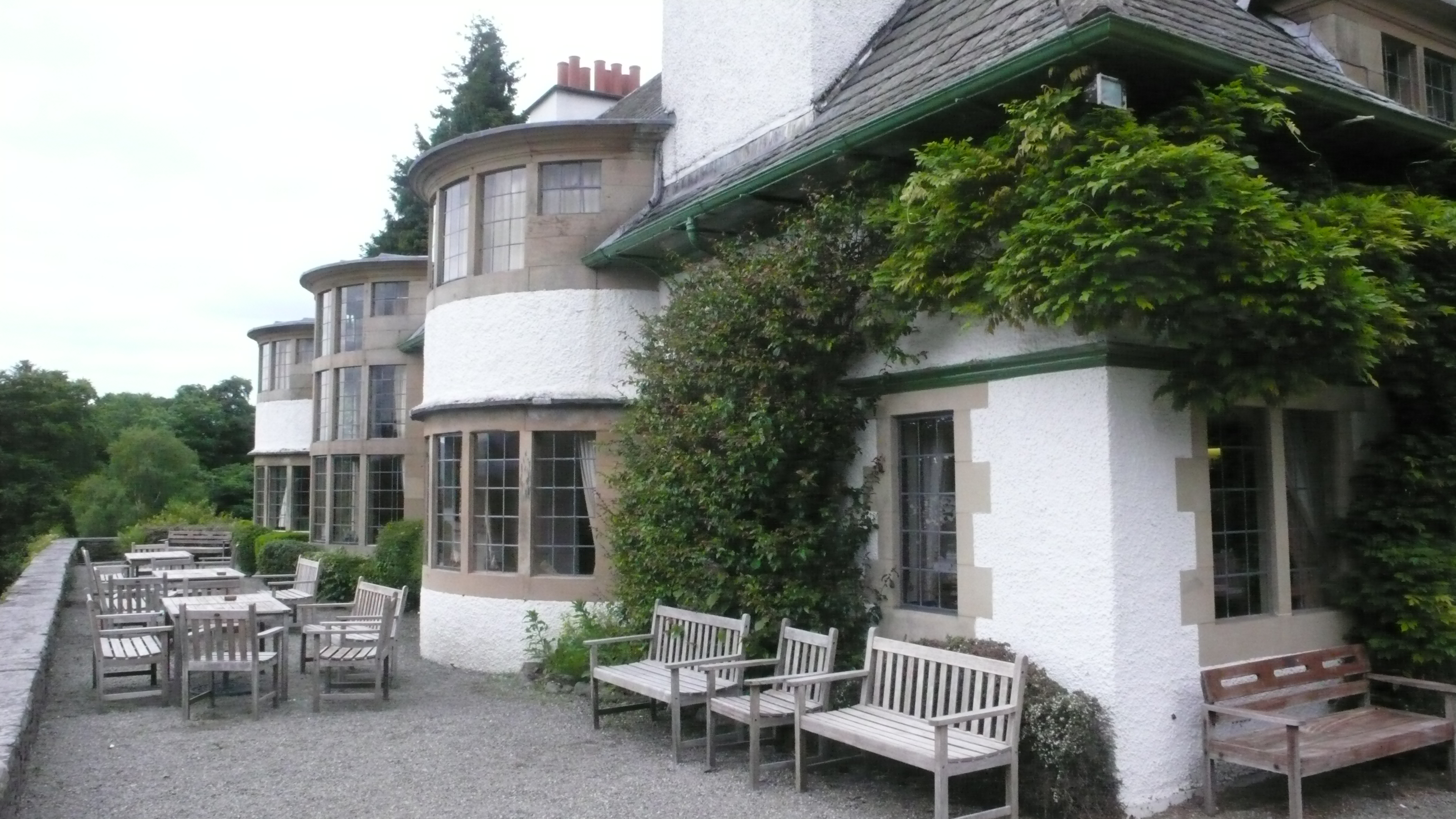
Broad Leys, nella parrocchia civile di Cartmel Fell

Cartmel Fell è un villaggio con status di parrocchia civile dell'Inghilterra nord-occidentale, facente parte della contea della Cumbria (e un tempo del Lancashire) e del distretto di South Lakeland e situato in prossimità del lago Windermere e lungo il corso del fiume Winster, nell'area del Lake District. L'intera parrocchia civile conta una popolazione di circa 300 abitanti.

## Geografia fisica
Il villaggio e la parrocchia civile di Cartmell Fell si trovano a est del lago Windermere, a sud delle località di Windermere e Bowness-on-Windermere e a nord del villaggio di Cartmel.
L'intera parrocchia civile occupa un'area di 20,35 km². La parte nord-orientale della parrocchia civile è bagnata dalla sponda sud-orientale del lago Windermere.
Il villaggio di Cartmel Fell si trova nel tratto meridionale/sud-orientale della parrocchia civile a cui dà il nome ed è situato a 980 piedi s.l.m.

## Origini del nome
Il termine fell aggiunto al toponimo Cartmel fa riferimento alla localizzazione geografica in un'area montagnosa.

## Storia
Tra il XIV e il XVII secolo l'area in cui sorge Cartmel Fell fu di proprietà della famiglia Knipe. In seguito, nel XIX secolo, l'area divenne di proprietà della famiglia Robinson.

## Monumenti e luoghi d'interesse

### Architetture religiose

#### Chiesa di Sant'Antonio
Principale edificio religioso di Cartmel Fell è la chiesa di Sant'Antonio, un edificio classificato di primo grado, eretto nel 1504 e al quale è stato aggiunto un portico alla fine del XVI secolo.
Nell'area attorno alla chiesa si trova un memoriale di guerra in ricordo delle vittime della prima e della seconda guerra mondiale.

## Architetture civili

### Broad Leys
Nella parte settentrionale della parrocchia civile di Cartmell Fell, lungo le sponde del lago Windermere, si trova poi un altro storico edificio, Broad Leys, una casa realizzata nel 1898 per l'industriale Arthur Carrer Briggs su progetto dell'architetto Charles F.A. Voysey.

## Società

### Evoluzione demografica
Al censimento del 2021, la parrocchia civile di Cartmel Fell contava una popolazione pari a 298 abitanti, in maggioranza (153) di sesso maschile.
La parrocchia civile ha conosciuto un decremento demografico rispetto al rilevamento del 2011, quando contava 329 abitanti. Il dato era in rialzo rispetto al censimento del 2001, quando la parrocchia civile di Cartmel Fell contava 309 abitanti.